# Cinturón Verde Europeo

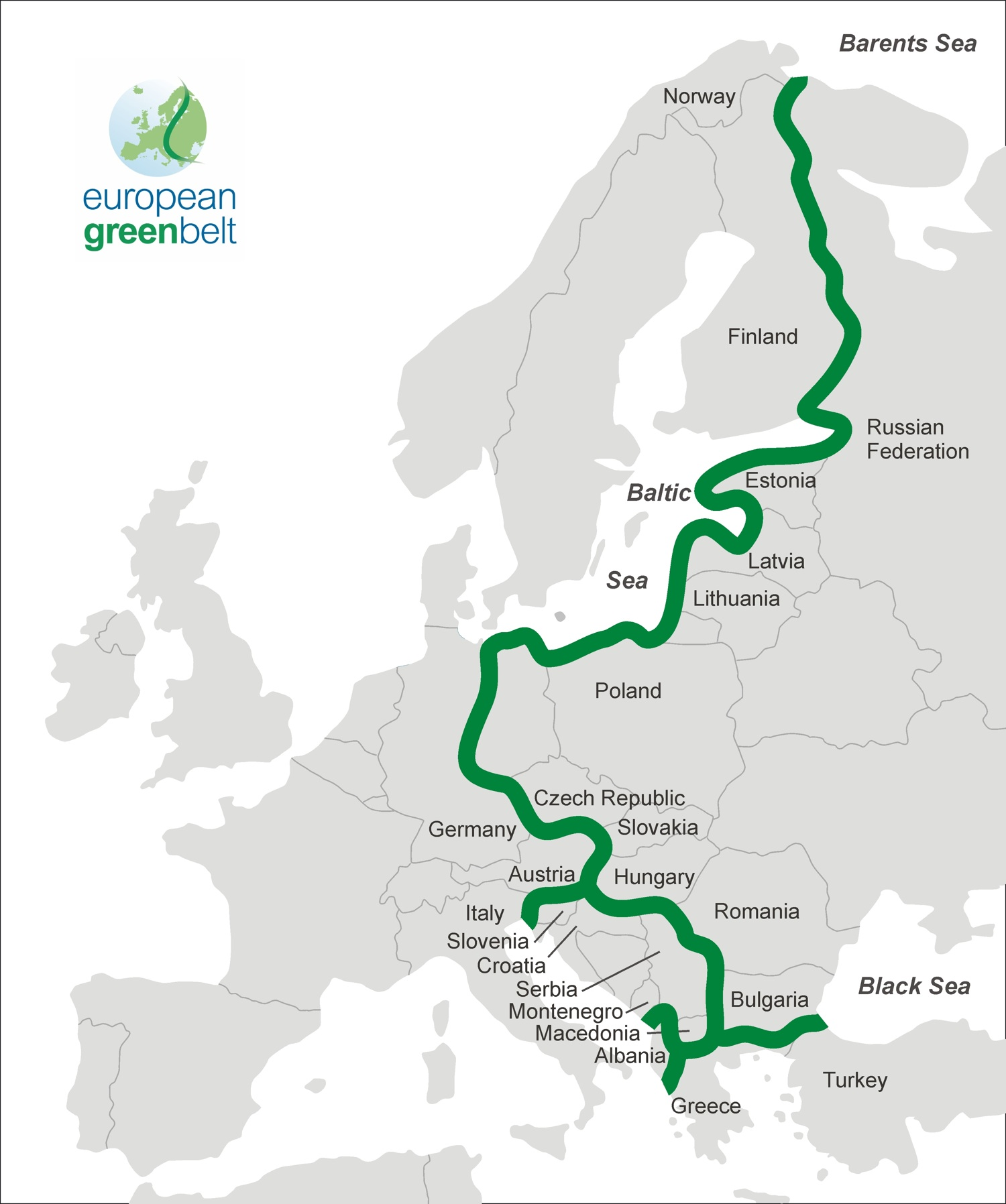
Ruta del Cinturón Verde Europeo

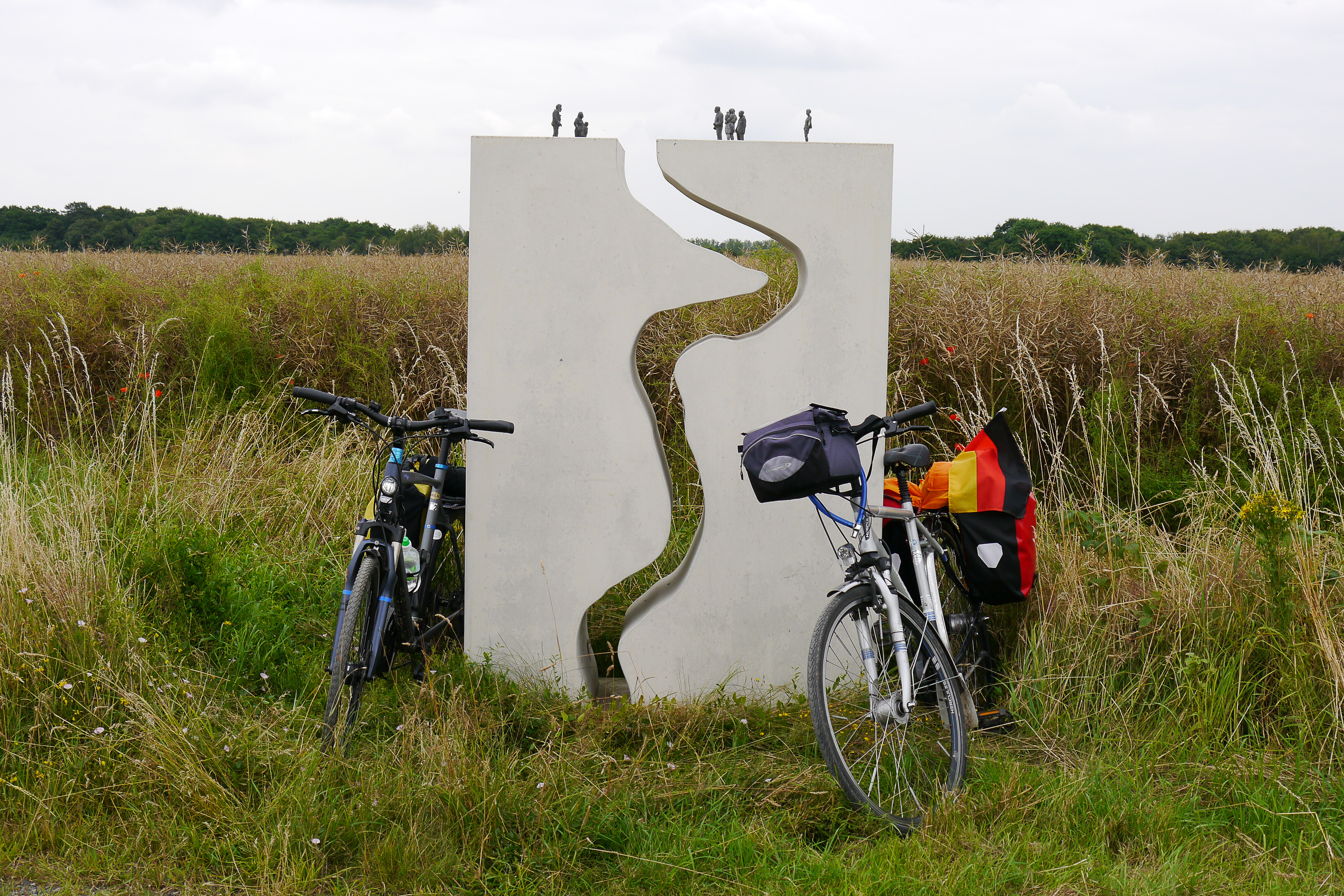
Arte en el Cinturón Verde, en el área que dividió Alemania Oriental de Alemania Occidental. La obra "Reunión" (alemán: Begegnung), de 2010, se encuentra próxima a la ruta ciclista.

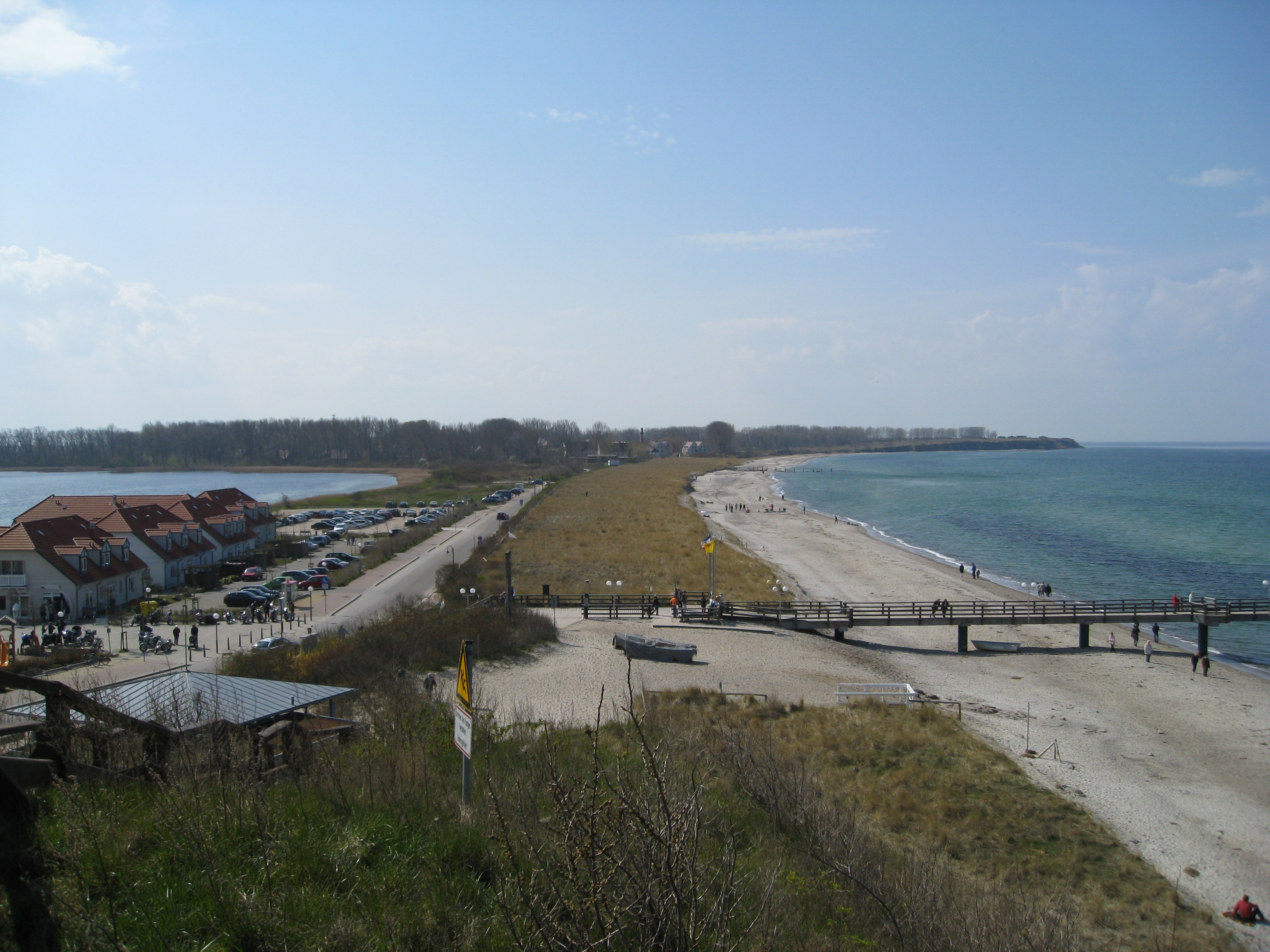
Vista de la ciudad de Rerik en la península de Wustrow, en la costa alemana de mar Báltico. La península estuvo minada durante la época nazi y fue área recreativa durante el periodo de la República Democrática Alemana. Muchos de los hoteles fueron construidos por el servicio vacacional FDGB.

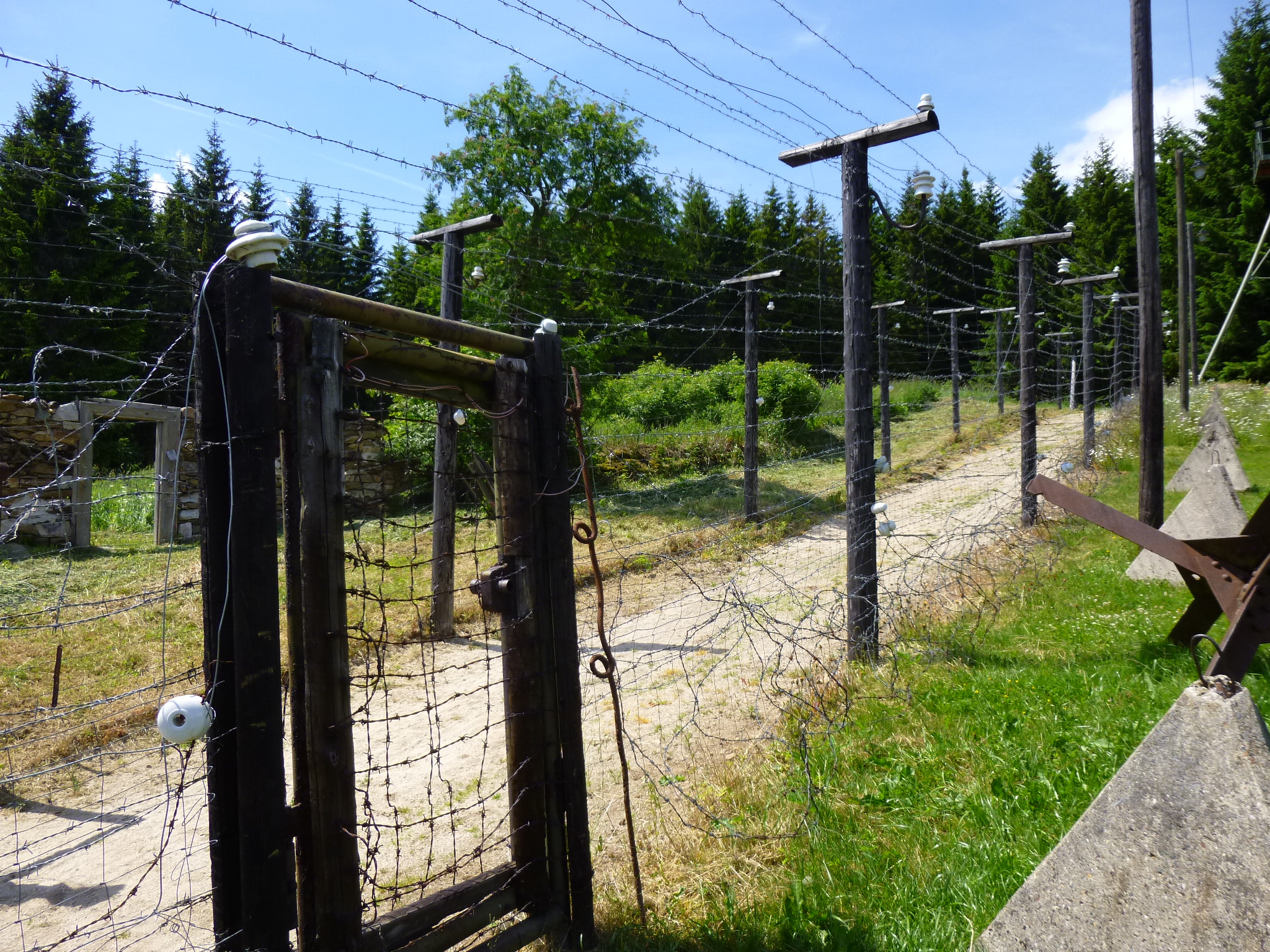
Parque nacional Šumava en la República Checa, en la frontera con Alemania y el Parque nacional del Bosque Bávaro. Monumento al telón de acero no lejos del cruce de frontera

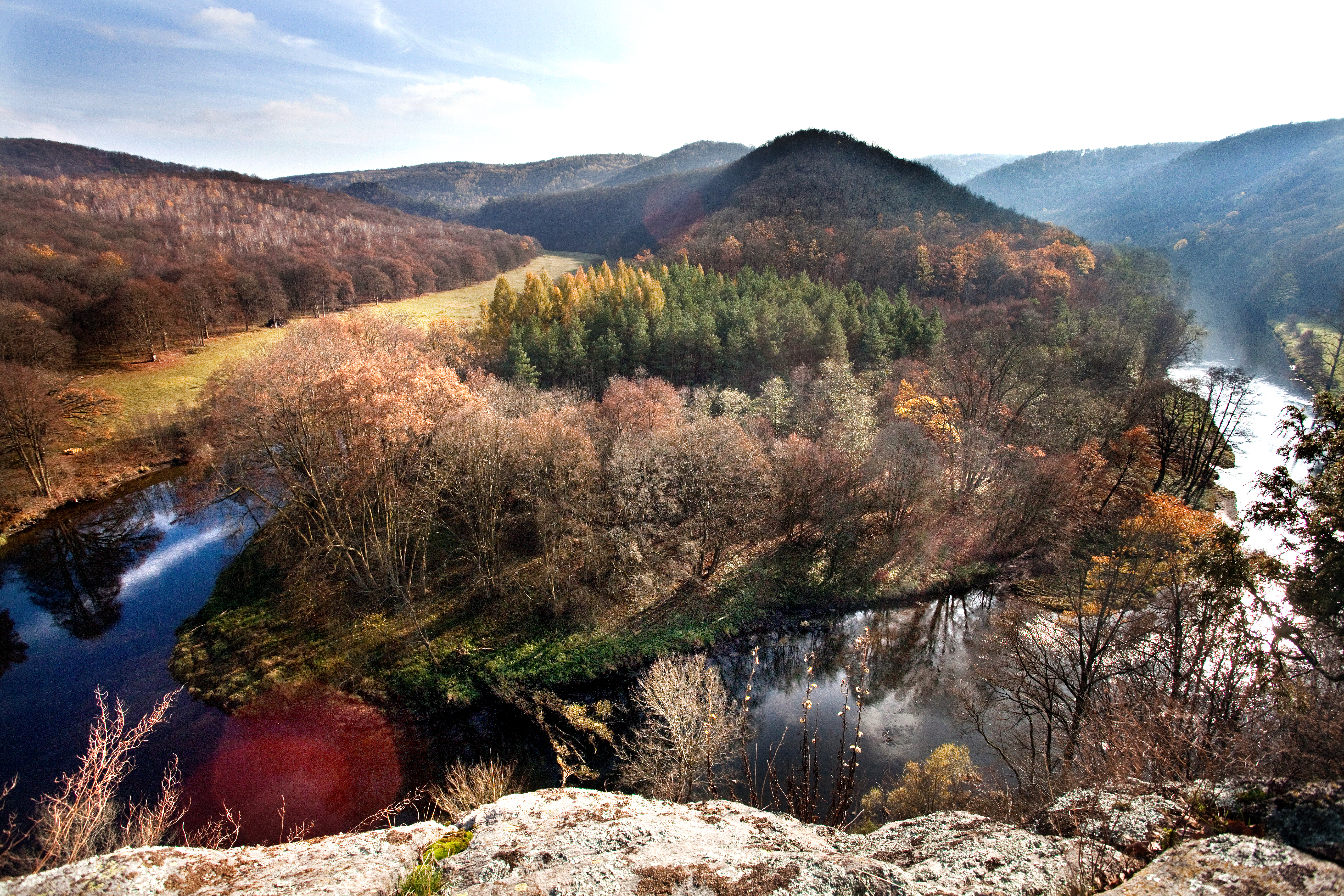
Parque nacional de Thayatal en Austria, en la frontera con la República Checa.

La iniciativa Cinturón verde Europeo es un movimiento para la conservación de la naturaleza y el desarrollo sostenible a lo largo del corredor del antiguo telón de acero o Cortina de Hierro. El término se refiere tanto a una iniciativa medioambiental como al área  que ocupa. La iniciativa se ha llevado a cabo bajo el patrocinio de la Unión Internacional para Conservación de Naturaleza y Mijaíl Gorbachov. El objetivo de la iniciativa es crear la columna vertebral de una red ecológica que se extienda desde el mar de Barents hasta los mares Negro y Adriático.
El Cinturón Verde Europeo como área sigue la ruta del antiguo Telón de Acero y conecta Parques nacionales, Parques naturales, Reservas de la biosfera y áreas protegidas transfronterizas, así como hábitats valiosos no protegidos a lo largo o a través de las (antiguas) fronteras.

## Antecedentes
En 1970, las imágenes de satélite mostraron un cinturón verde oscuro de bosques primarios en la frontera entre Finlandia y Rusia. A principios de la década de 1980, los biólogos descubrieron que la zona fronteriza alemana entre Baviera, en el oeste, y Turingia, en el este, era un refugio para varias especies de aves raras que habían desaparecido de las áreas intensamente utilizadas que cubren la mayor parte de Europa Central. Se decidió entonces que el impacto humano negativo sobre el medio ambiente es menor en esas zonas fronterizas que  están cerradas al acceso público y, por lo tanto, la vida silvestre se ve mínimamente afectada por las actividades humanas.
Después de que acabara la Guerra Fría en 1991, los estrictos regímenes fronterizos fueron abandonados y las zonas fronterizas se abrieron gradualmente, comenzando con la reunificación alemana en 1990 y continuando con la integración paso a paso de nuevos Estados miembros en el Tratado de Schengen, como parte del proceso de ampliación de la Unión Europea. Al mismo tiempo, se cerraron grandes instalaciones militares, como campos de entrenamiento y establecimientos de investigación militar en las zonas fronterizas o cerca de ellas. En la mayoría de los casos, no estaba claro a quién pertenecían estas tierras y, por tanto, cuál sería el destino de esos valiosos paisajes. En este contexto, la iniciativa de conservación Green Belt se creó para conservar los activos naturales a lo largo del antiguo Telón de Acero.

## Ruta
La ruta del Cinturón Verde sigue el curso de las fronteras que, durante la segunda mitad del siglo XX dividieron los países comunistas europeos orientales y los países capitalistas occidentales. Está dividido en cuatro secciones regionales:
- Cinturón verde fenoscandiano: Noruega, Finlandia y Rusia.
- Cinturón verde báltico: Estonia, Letonia, Rusia y Lituania.
- Cinturón Verde centroeuropeo: Polonia, Alemania (la frontera alemana interior), República Checa, Eslovaquia, Austria, Hungría, Eslovenia, Croacia e Italia
- Cinturón Verde balcánico (o europeo oriental del sur): Serbia, Montenegro, Kosovo, Bulgaria, Rumanía, Macedonia del Norte, Albania, Grecia y Turquía

## Historia
El punto de partida histórico de la iniciativa fue la Resolución del Cinturón Verde de Hof (Alemania) en diciembre de 1989, un mes después de la caída del Muro de Berlín. Este documento, formulado y firmado por más de 300 ambientalistas de la República Democrática Alemana y la República Federal de Alemania, dio paso a los primeros proyectos de conservación dirigidos a la frontera interior alemana. Tras varios avances, la idea se llevó a nivel europeo. Después de una primera conferencia sobre el Cinturón Verde Europeo en 2003, se decidió establecer un grupo de trabajo con la Unión Mundial para la Naturaleza (UICN) como coordinador general para su implementación; La UICN, junto con el parque nacional Ferto-Hanság en Hungría, organizaron la primera reunión del grupo de trabajo, que tuvo lugar del 9 al 12 de septiembre de 2004. A continuación, el grupo de trabajo, junto con las partes interesadas del Cinturón Verde elaboró un Programa de Trabajo y propuso representantes en cada país a lo largo del Cinturón Verde para ser nombrados oficialmente como Puntos Focales Nacionales del Cinturón Verde por el respectivo Ministerio de Medio Ambiente. Los Ministros de Medio Ambiente de Rusia, Finlandia y Noruega firmaron un Memorando de Entendimiento para proteger conjuntamente el Cinturón Verde en Fenoscandia en 2010. En noviembre de 2010, el Binding Award por contribuciones sobresalientes a la conservación de la naturaleza se otorgó a cinco personas por su compromiso continuo en la protección del Green Belt.
Durante varios años se ha considerado nominar al Cinturón Verde Europeo como Patrimonio de la Humanidad por la UNESCO.

## Estructura organizativa
La red de la iniciativa está formada por representantes oficiales de las tres regiones mencionadas anteriormente (Coordinadores Regionales) y de cada país (Puntos Focales Nacionales) designados durante la primera reunión del Cinturón Verde Europeo en 2003:
- Cinturón Verde Fenoscandiano: Asociación de Reservas y Parques Nacionales del Noroeste Ruso (Fondo Báltico para la Naturaleza)
- Cinturón Verde de Europa Central: Bund Naturschutz Bayern (Amigos de la Tierra de Alemania)
- Cinturón verde de los Balcanes o del sudeste de Europa: Euronatur

La implementación del Cinturón Verde en cada región es llevada a cabo por varios cientos de partes interesadas de la conservación de la naturaleza y el desarrollo sostenible que contribuyen de forma voluntaria o mediante un proyecto.

## Valores ecológicos
Las observaciones realizadas por biólogos revelaron que la práctica militar a lo largo del muro ayudó a la conservación de la fauna y la flora de formas muy diversas:
- La prohibición de la fumigación con pesticidas ha preservado muchos insectos raros.
- Mantener la vegetación cortada para que los guardias fronterizos pudieran ver fácilmente, evitó que el área se convirtiera en un bosque continuo y, por lo tanto, preservó la vida silvestre, que necesita terrenos abiertos.
- Un hecho peculiar observado fue que, en una parte boscosa de este cinturón en la frontera entre Baviera y Bohemia, 18 años después de que se quitara la barrera fronteriza, los ciervos del bosque todavía se negaban a cruzar la frontera: compárese con el ganado.
- Los antiguos cráteres de explosión de minas terrestres se han convertido en estanques de vida silvestre.
- En la sección de Bulgaria / Grecia hay muchos nidos de águilas imperiales orientales.
- Donde el río Drava forma la frontera entre Hungría y Croacia, la desconfianza mutua impidió las obras de desarrollo del río, por lo que este y sus orillas siguen siendo salvajes, incluida la zona donde se forman acantilados de arena en los que anidan los aviones zapadores. El Drava ha formado meandros, dejando muchas partes del territorio de cada nación en el lado equivocado del río; estas áreas no se cultivan y se han convertido en áreas de vida silvestre.
- A lo largo de la costa del área de Mecklenburgo, el acceso restringido a la costa, para evitar que la gente cruzara en bote o a nado, ayudó a preservar la vida silvestre costera.

## Valores culturales

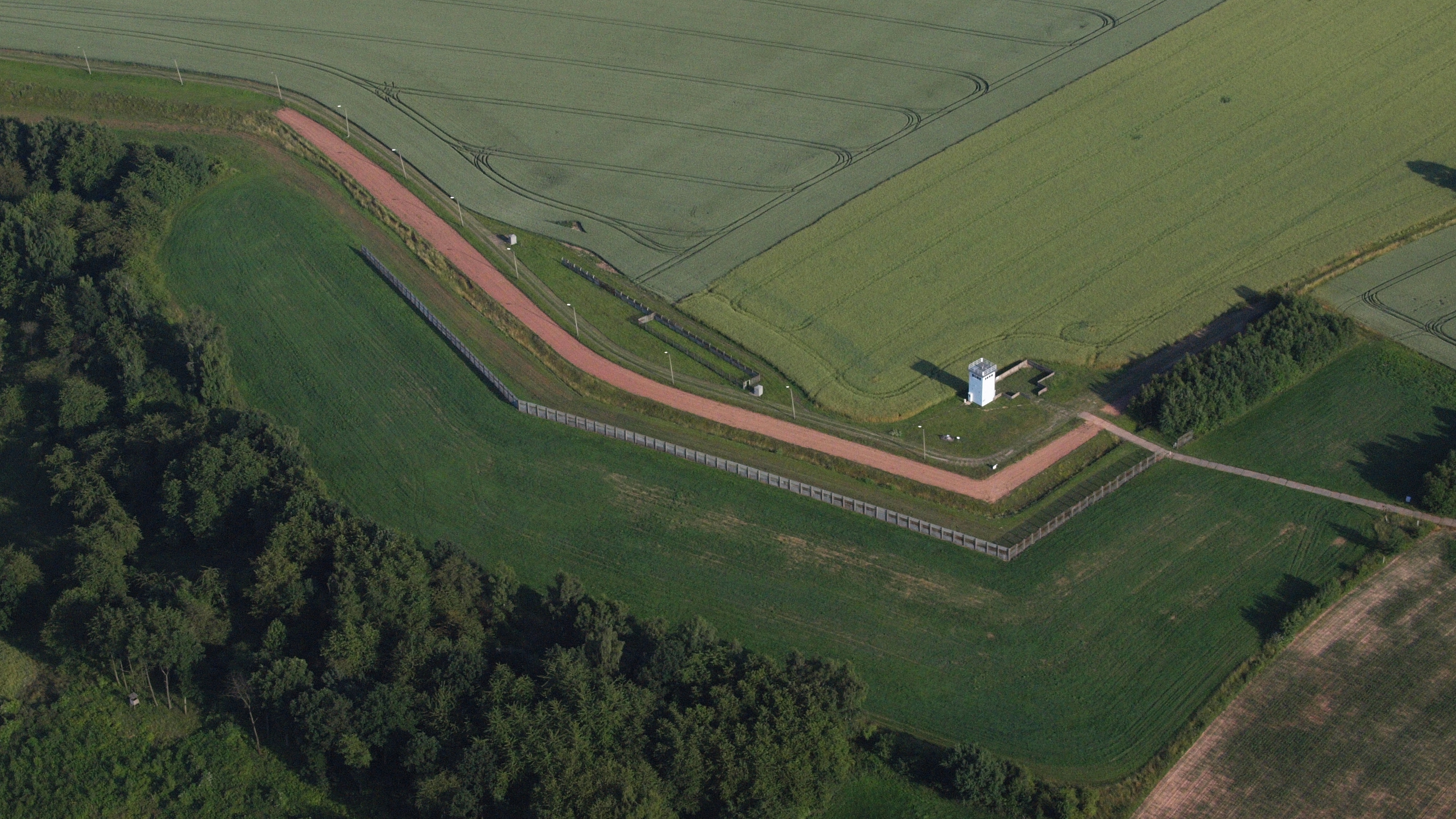
Un fragmento del sendero en el Museo de la zona fronteriza de Eichsfeld, que recorre partes preservadas de la frontera interior alemana. Los tableros de información muestran características de la ruta sobre la frontera.

Se ha propuesto desarrollar no solo el patrimonio natural sino también el cultural del período soviético: a partir de la idea de vincular las numerosas iniciativas históricas, instalaciones, proyectos y reliquias del Cinturón Verde con el patrimonio natural, con el fin de convertir el Cinturón Verde Europeo en un monumento histórico viviente de la Guerra Fría durante el siglo XX. En el contexto del Cinturón Verde Europeo, el patrimonio cultural ya se ha evaluado y / o desarrollado en varios lugares:
- La exposición permanente en el Museo de la zona fronteriza de Eichsfeld (Borderland Museum Eichsfeld), en el centro de Alemania, proporciona información sobre el Cinturón Verde Europeo. Una ruta de senderismo conduce a lo largo del antiguo Telón de Acero, donde los visitantes pueden echar un vistazo a las partes conservadas de las instalaciones fronterizas originales.
- En el monte Brocken, Alemania, la antigua ruta de la patrulla fronteriza se ha convertido en una ruta de senderismo llamada "ruta fronteriza de Harz[12]
- En el Parque natural esloveno de Goricko, se han colocado piedras fronterizas con placas informativas que informan a los visitantes sobre la historia del Telón de Acero y los valores naturales que se conservan debido a esta historia.
- El patrimonio militar a lo largo del Cinturón Verde de Letonia se ha evaluado y compilado en una base de datos y un mapa para los visitantes, que incluye casi 100 historias de testigos contemporáneos[13]